# Clarksville (Missouri)

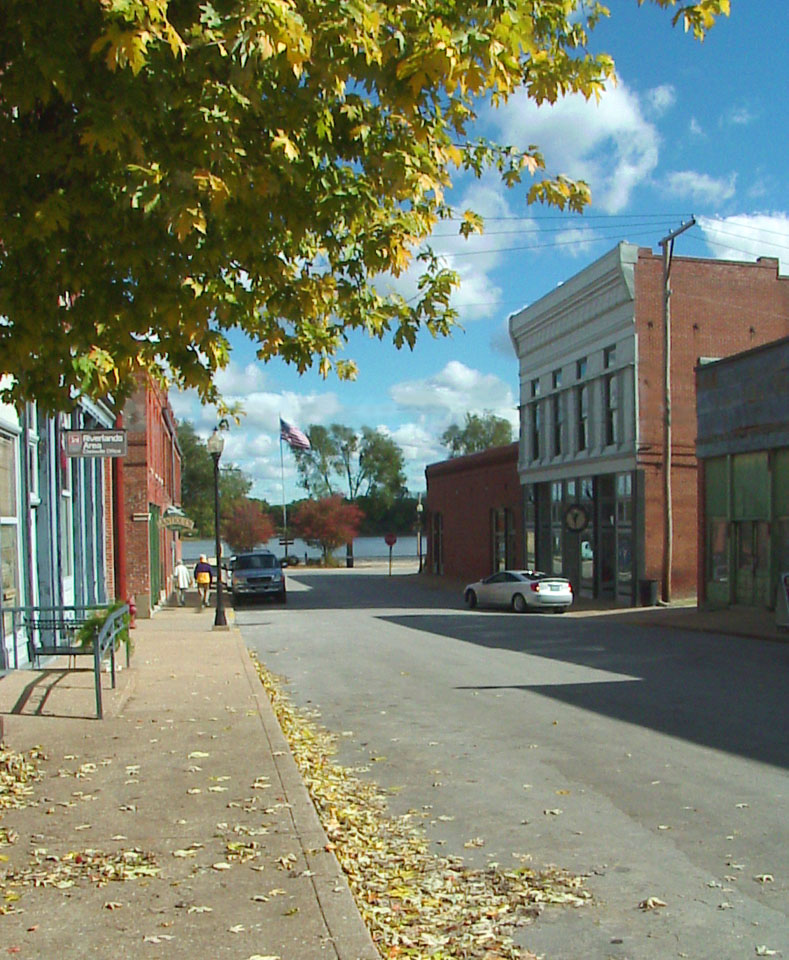
Howard Street w Clarksville

Clarksville – miasto  w Stanach Zjednoczonych, we wschodniej części stanu Missouri.
Populacja w 2000 roku wynosiła 490 osób. Całkowita powierzchnia miasteczka to 2,1 km².